# 克拉克斯伯勒 (喬治亞州)
克拉克斯伯勒（英語：Clarksboro）是位於美國喬治亞州傑克遜縣的一個非建制地區。該地的面積和人口皆未知。

## 地理
克拉克斯伯勒的座標為34°02′28″N 83°29′54″W / 34.04111°N 83.49833°W，而該地的平均海拔高度為259米（即850英尺）。